# لورنتسا ایندووینا
لورنتسا ایندووینا (ایتالیایی: Lorenza Indovina؛ زادهٔ ۵ اکتبر ۱۹۶۶) بازیگر اهل ایتالیا است. وی دانش‌آموختهٔ آکادمی ملی هنرهای نمایشی سیلویو دامیکو است و تاکنون ۲ مرتبه نامزد دریافت جایزهٔ داوید دی دوناتلو شده است.
از فیلم‌ها یا برنامه‌های تلویزیونی که وی در آن نقش داشته‌است، می‌توان به تا ابد جوان، آتش‌بس، قطعات نمایشی کوتاه، پادره پیو: مرد کرامات، نیمه ابری همراه با طلسم‌های آفتابی و شورشی اشاره کرد.